# Bipiramidă hexagonală

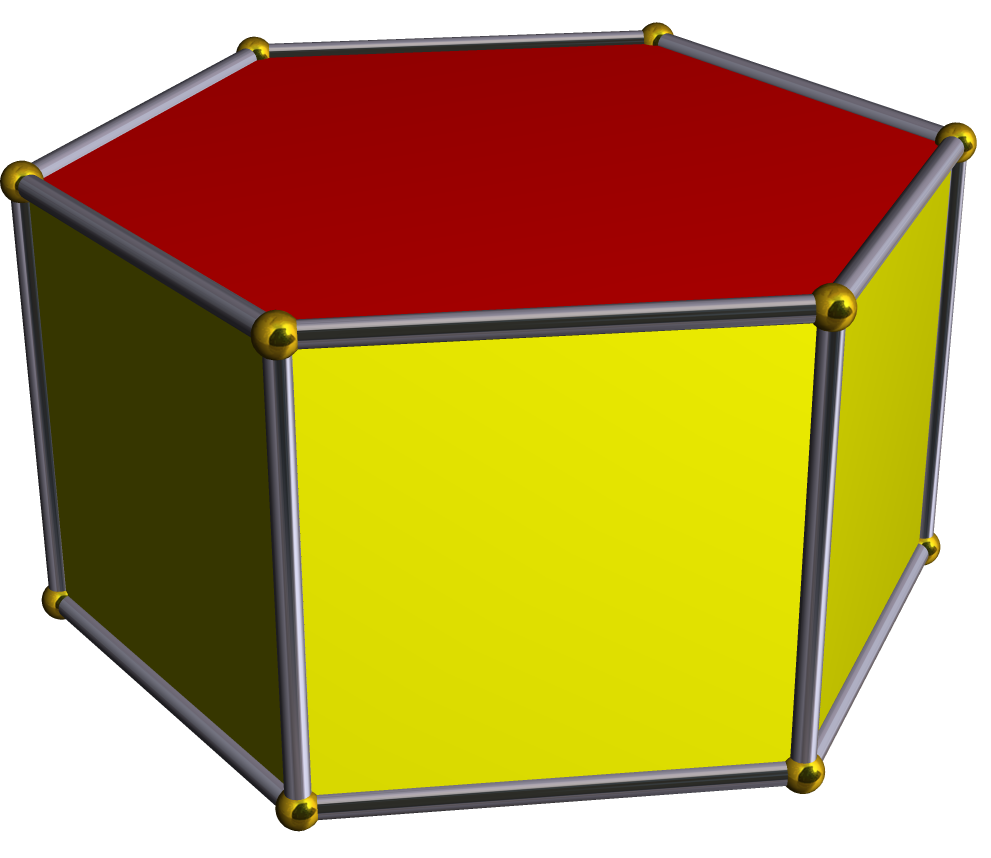
Dual: prismă hexagonală

În geometrie o bipiramidă hexagonală este un poliedru format prin unirea a două piramide hexagonale prin bazele lor. O bipiramidă hexagonală 12 fețe triunghiulare, 18 laturi (muchii) și 8 vârfuri.
Deși este tranzitivă pe fețe, nu este un poliedru platonic deoarece în unele vârfuri se întâlnesc câte patru fețe, iar în altele câte șase. Nu este nici poliedru Johnson deoarece fețele sale nu pot fi triunghiuri echilaterale; 6 triunghiuri echilaterale ar fi coplanare.
Este una dintr-o mulțime infinită de bipiramide. Având douăsprezece fețe, este un tip de dodecaedru, deși acest nume este de obicei asociat cu forma poliedrului regulat cu fețe pentagonale.
Bipiramida hexagonală are un plan de simetrie (orizontal în figura din dreapta) unde bazele celor două piramide sunt unite. Secțiunea în acest plan este un hexagon. Există, de asemenea, 12 plane de simetrie care trec prin cele două apexuri, plane situate la unghiuri de 30° unul față de celălalt și perpendiculare pe planul orizontal. Secțiunile din aceste plane sunt romburi.

## Formule pentru bipiramida regulată dreaptă
Pentru o bipiramidă hexagonală regulată cu latura a și semiînălțimea h (jumătate din distanța dintre apexuri) aria A este dată de formula:
{\displaystyle A=6a{\sqrt {{\frac {3}{4}}a^{2}+h^{2}}}}
Pentru a = 1 și h = 1 aria este ≈ 7,9372539.
Formula volumului V este:
{\displaystyle V={\sqrt {3}}\,a^{2}h}
Pentru a = 1 și h = 1 volumul este ≈ 1,7320508.

## Pavare sferică

Pavare sferică

Poate fi văzută ca o pavare a unei sfere, fețele reprezentând și domeniile fundamentale ale simetriei diedrale [3,2], *322.

## Poliedre înrudite
Bipiramida hexagonală, dt{2,6}, poate fi consecutiv: trunchiată tdt{2,6} și alternată (snub), sdt{2 ,6}:
|                       |                                  |                            |
| Bipiramidă hexagonală | Bipiramidă hexagonală trunchiată | Bipiramidă hexagonală snub |

Bipiramida hexagonală, dt{2,6}, poate fi consecutiv: rectificată rdt{2,6}, trunchiată trdt{2,6} și alternată (snub), srdt{2,6}:
|                       |                                   |                                              |                                        |
| Bipiramidă hexagonală | Bipiramidă hexagonală rectificată | Bipiramidă hexagonală rectificată trunchiată | Bipiramidă hexagonală rectificată snub |

|                          |        |        |        |       |         |         |          |          |
|                          |        |        |        |       |         |         |          |          |
| {6,2}                    | t{6,2} | r{6,2} | t{2,6} | {2,6} | rr{6,2} | tr{6,2} | sr{6,2}  | s{2,6}   |
| Dualele celor de mai sus |        |        |        |       |         |         |          |          |
|                          |        |        |        |       |         |         |          |          |
| V62                      | V122   | V62    | V4.4.6 | V26   | V4.4.6  | V4.4.12 | V3.3.3.6 | V3.3.3.3 |

Este primul poliedru dintr-o serie definită de configurația feței V4.6.2n. Acest grup este particular pentru că toate au un număr par de laturi pe vârf și au plane bisectoare. Pentru {\displaystyle n\geq 7} seria continuă în planul hiperbolic.
Cu un număr par de fețe la fiecare vârf, aceste poliedre și pavări pot fi afișate cu doar două culori, alternat, astfel încât toate fețele adiacente să aibă culori diferite.
De asemenea, fiecare față din aceste domenii corespunde domeniului fundamental al unui grup de simetrie cu plane de oglindire de ordinul 2,3,n la fiecare vârf al feței triunghiulare.
| Variante de pavări omnitrunchiate cu simetrie *n32: 4.6.2n | Variante de pavări omnitrunchiate cu simetrie *n32: 4.6.2n | Variante de pavări omnitrunchiate cu simetrie *n32: 4.6.2n | Variante de pavări omnitrunchiate cu simetrie *n32: 4.6.2n | Variante de pavări omnitrunchiate cu simetrie *n32: 4.6.2n | Variante de pavări omnitrunchiate cu simetrie *n32: 4.6.2n | Variante de pavări omnitrunchiate cu simetrie *n32: 4.6.2n | Variante de pavări omnitrunchiate cu simetrie *n32: 4.6.2n | Variante de pavări omnitrunchiate cu simetrie *n32: 4.6.2n | Variante de pavări omnitrunchiate cu simetrie *n32: 4.6.2n | Variante de pavări omnitrunchiate cu simetrie *n32: 4.6.2n | Variante de pavări omnitrunchiate cu simetrie *n32: 4.6.2n | Variante de pavări omnitrunchiate cu simetrie *n32: 4.6.2n |
| Simetrie *n32 [n,3]                                        | Sferice                                                    | Sferice                                                    | Sferice                                                    | Sferice                                                    | Euclid.                                                    | Hiperb. compacte                                           | Hiperb. compacte                                           | Paraco.                                                    | Hiperbolice necompacte                                     | Hiperbolice necompacte                                     | Hiperbolice necompacte                                     | Hiperbolice necompacte                                     |
| Simetrie *n32 [n,3]                                        | *232 [2,3]                                                 | *332 [3,3]                                                 | *432 [4,3]                                                 | *532 [5,3]                                                 | *632 [6,3]                                                 | *732 [7,3]                                                 | *832 [8,3]                                                 | *∞32 [∞,3]                                                 | [12i,3]                                                    | [9i,3]                                                     | [6i,3]                                                     | [3i,3]                                                     |
| ---------------------------------------------------------- | ---------------------------------------------------------- | ---------------------------------------------------------- | ---------------------------------------------------------- | ---------------------------------------------------------- | ---------------------------------------------------------- | ---------------------------------------------------------- | ---------------------------------------------------------- | ---------------------------------------------------------- | ---------------------------------------------------------- | ---------------------------------------------------------- | ---------------------------------------------------------- | ---------------------------------------------------------- |
| Imagini                                                    |                                                            |                                                            |                                                            |                                                            |                                                            |                                                            |                                                            |                                                            |                                                            |                                                            |                                                            |                                                            |
| Config.                                                    | 4.6.4                                                      | 4.6.6                                                      | 4.6.8                                                      | 4.6.10                                                     | 4.6.12                                                     | 4.6.14                                                     | 4.6.16                                                     | 4.6.∞                                                      | 4.6.24i                                                    | 4.6.18i                                                    | 4.6.12i                                                    | 4.6.6i                                                     |
| Duale                                                      |                                                            |                                                            |                                                            |                                                            |                                                            |                                                            |                                                            |                                                            |                                                            |                                                            |                                                            |                                                            |
| Config.                                                    | V4.6.4                                                     | V4.6.6                                                     | V4.6.8                                                     | V4.6.10                                                    | V4.6.12                                                    | V4.6.14                                                    | V4.6.16                                                    | V4.6.∞                                                     | V4.6.24i                                                   | V4.6.18i                                                   | V4.6.12i                                                   | V4.6.6i                                                    |

| Numele bipiramidei | Bipiramidă digonală | Bipiramidă triunghiulară (v. J12) | Bipiramidă tetragonală (v. O) | Bipiramidă pentagonală (v. J13) | Bipiramidă hexagonală | Bipiramidă heptagonală | Bipiramidă octogonală | Bipiramidă eneagonală | Bipiramidă decagonală | ...          | Bipiramidă apeirogonală |
| ------------------ | ------------------- | --------------------------------- | ----------------------------- | ------------------------------- | --------------------- | ---------------------- | --------------------- | --------------------- | --------------------- | ------------ | ----------------------- |
| Imagine            |                     |                                   |                               |                                 |                       |                        |                       |                       |                       | ...          |                         |
| Pavare sferică     |                     |                                   |                               |                                 |                       |                        |                       |                       |                       | Pavare plană |                         |
| Config. feței      | V2.4.4              | V3.4.4                            | V4.4.4                        | V5.4.4                          | V6.4.4                | V7.4.4                 | V8.4.4                | V9.4.4                | V10.4.4               | ...          | V∞.4.4                  |
| Diagramă Coxeter   |                     |                                   |                               |                                 |                       |                        |                       |                       |                       | ...          |                         |